# Synagoge der Rue Copernic

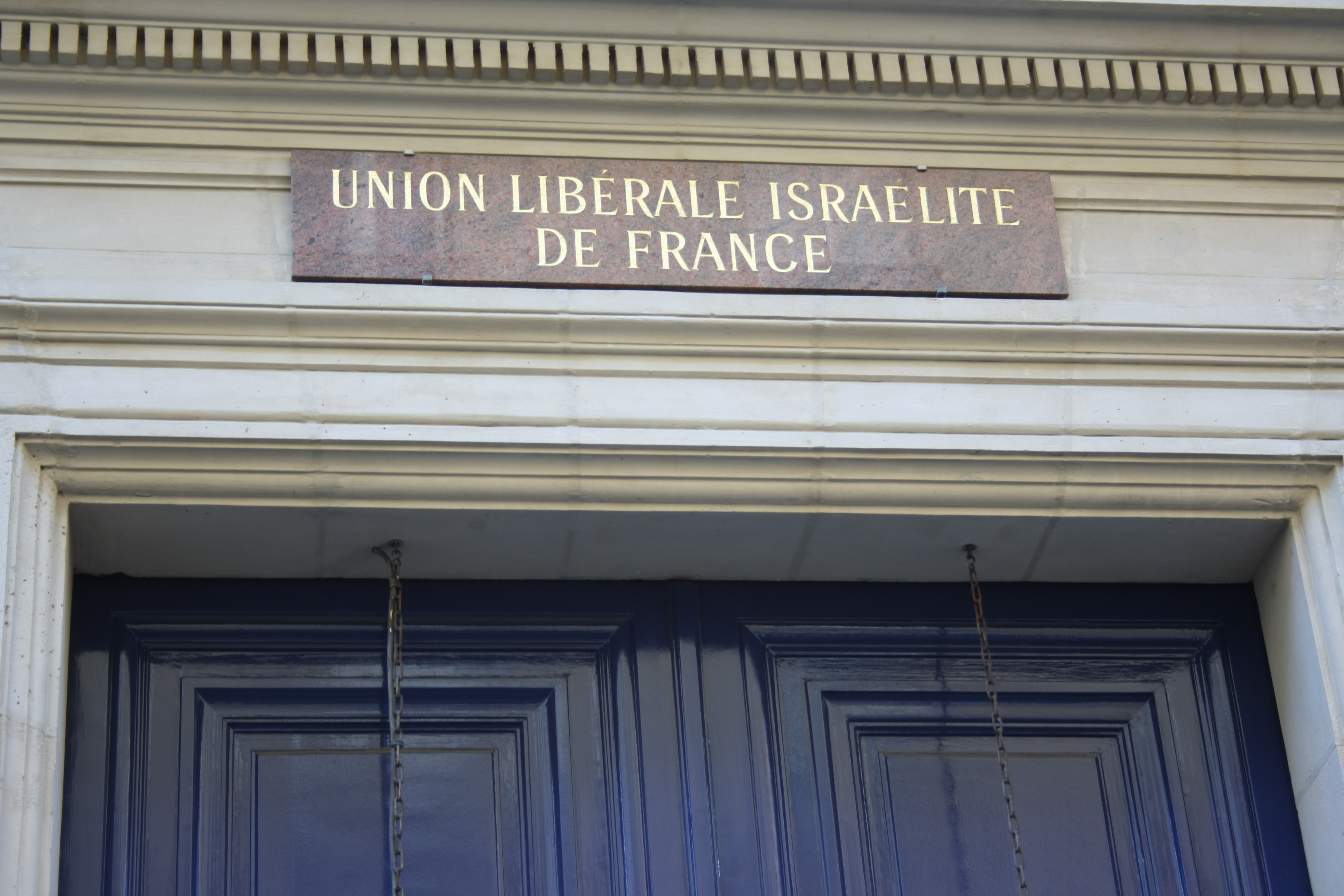
Schild über dem Hauseingang, Rue Copernic

Die Synagoge der Rue Copernic oder Synagoge der Union Libérale Israélite de France (ULIF) ist eine Synagoge des liberalen Judentums und steht in der Rue Copernic Nr. 24 im 16.  Arrondissement von Paris. Die nächste Métrostation ist Victor Hugo an der Linie 2.

## Geschichte
Einer der Begründer des liberalen Judentums in Frankreich war Alphonse Pereyra. Er richtete 1902 gegen den Widerstand des Konsistoriums einen Betsaal in seinem Wohnhaus in der Rue Greuze Nr. 17 ein. Als durch das Gesetz zur Trennung von Kirche und Staat die Konsistorien aufgelöst wurden, entstand 1907 die Union Libérale Israélite de France (liberale israelitische Vereinigung Frankreichs, ULIF). Sie mietete neben einem Wasserreservoir in der Rue Copernic ein Hôtel particulier, um dort einen Betsaal einzurichten und holte den Rabbiner Louis Germain Lévy, der zuvor in Dijon tätig war, in die Gemeinde. Am 1. Dezember 1907, anlässlich des Chanukkafestes, wurde der neue Betsaal eingeweiht. Der Rabbiner Louis Germain Lévy formulierte die Grundsätze der Vereinigung, die Versöhnung von Tradition und Fortschritt, von Glaube und Vernunft und die Öffnung für alle geistigen Strömungen. Die Vertreter des liberalen Judentums übernahmen den Sonntag als Feiertag und Französisch als Sprache für den Gottesdienst. Sie hoben die Trennung zwischen Männer und Frauen auf, erlaubten gemischte Ehen und überließen es den Gläubigen, sich für oder gegen die Beschneidung zu entscheiden. 1921 kaufte die ULIF das Gebäude in der Rue Copernic mit dem Plan, im Hof eine Synagoge zu errichten. Sie beauftragte den Architekten Marcel Lemarié, der den Bau von 1923 bis 1924 ausführte. 1968 kaufte die ULIF das Erdgeschoss des Nachbarhauses Rue Copernic Nr. 22 hinzu und ließ die Synagoge vergrößern. Das Gebäude wurde um zwei Stockwerke erhöht, in denen Büros und Unterrichtsräume eingerichtet wurden. Der alte Betsaal blieb erhalten, er wird als Saal für das Kiddusch genutzt.

## Architektur

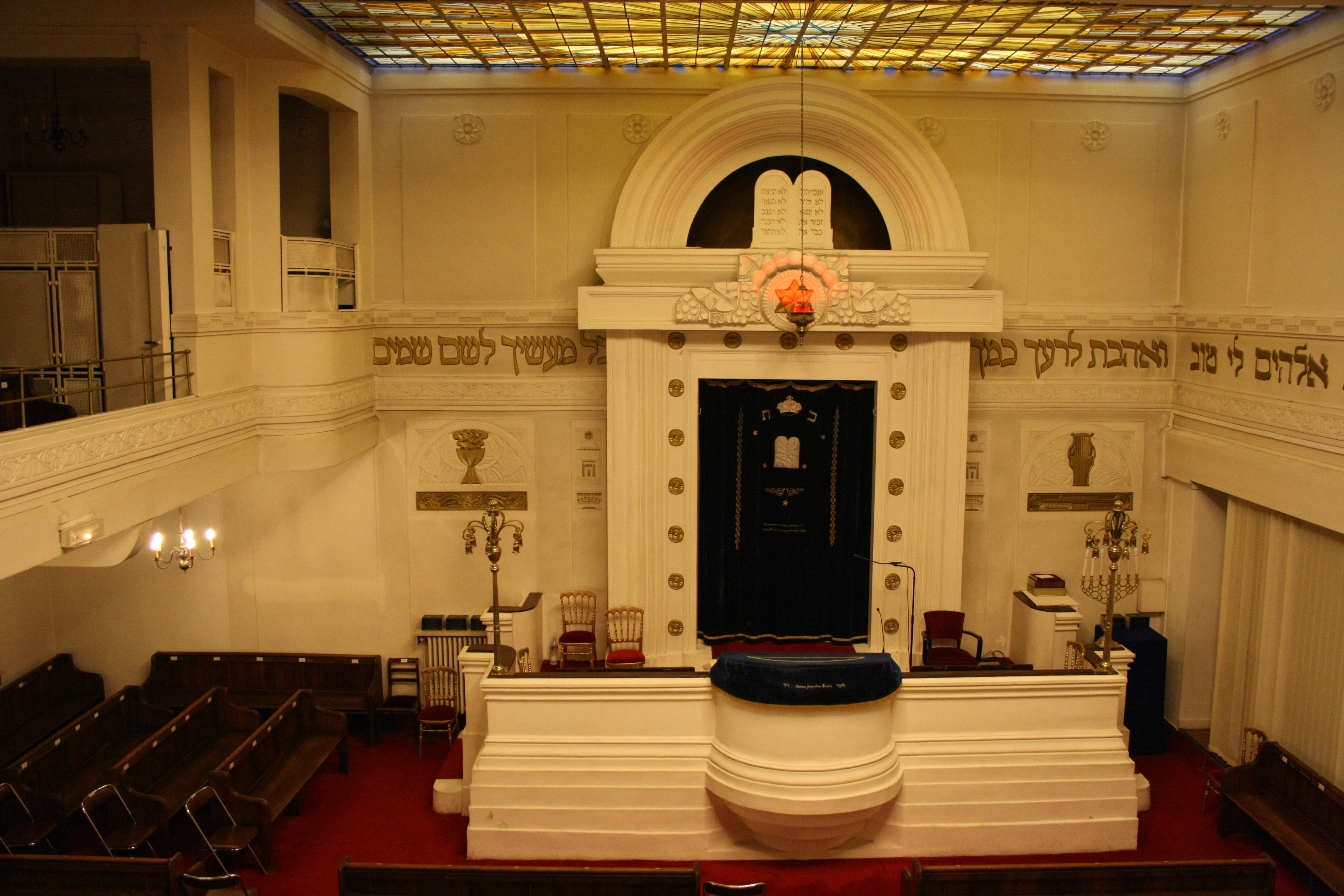
Synagoge der Rue Copernic, Blick auf Bima und Toraschrein

Die Synagoge ist auf rechteckigem Grundriss errichtet. Die Bima befindet sich vor dem Toraschrein. Der Innenraum ist im Art-Déco gestaltet. Vom Originaldekor sind noch Friese mit floralen Motiven erhalten und eine hebräische Inschrift mit vergoldeten Buchstaben. Ein Oberlichtfenster und eine durchfensterte Kuppel beleuchten den Raum.

## Attentate 1941 und 1980
Bei den Attentaten auf Pariser Synagogen am 3. Oktober 1941 wurde auf die Synagoge der Rue Copernic ein Bombenanschlag verübt.
Am 3. Oktober 1980, einem Freitagabend, an dem Simchat Tora gefeiert wurde, gab es bei einem palästinensischen Terroranschlag vier Tote und 46 Verletzte. An die Namen der Getöteten – Jean Michel Barbé, Philippe Bouissou, Hilario Lopez Fernandez, Aliza Shagrir – erinnert eine Marmortafel an der Straßenseite.
Es handelte sich um das erste Attentat gegen Juden seit dem Holocaust. Der konservative französische Premierminister Raymond Barre gab zu dem antisemitischen Mordanschlag folgende Erklärung ab: "Cet attentat odieux qui voulait frapper les Israélites qui se rendaient à la synagogue et qui a frappé des Français innocents qui traversaient la rue Copernic." ("Dieses verabscheuungswürdige Attentat sollte die in der Synagoge versammelten Juden treffen, hat aber unschuldige Franzosen getroffen, die in der Rue Copernic unterwegs waren.") Die Aussage des Spitzenpolitikers stieß auf heftige öffentliche Kritik, so dass sich Barre in der Nationalversammlung erklären musste. Eine der Überlebenden des Attentats, Corinne Adler, kommentiert Barres Aussagen: "Donc nous en tant que juifs français nous ni étions français ni innocents." ("Demzufolge waren wir, als französischen Juden, weder Franzosen noch unschuldig.")
Der mutmaßliche Täter, der im Libanon geborene und später in Kanada lebende Hassan Diab, wurde nach einer früheren Verfahrenseinstellung und nach jahrelangen diplomatischen Auseinandersetzungen um eine erneute Überstellung an die französische Gerichtsbarkeit im Jahr 2023 in Abwesenheit zu einer lebenslangen Haftstrafe verurteilt.